# Бабицкий, Андрей Маратович
Андрей Маратович Бабицкий (26 сентября 1964, Москва — 1 апреля 2022, Донецк) — советский, российский и донецкий журналист; в 1987—1989 годах работал в редакции журнала Сергея Григорьянца «Гласность», в 1989—2014 годах — корреспондент радио «Свобода», в июле 2015 года возглавил работу по запуску телевизионного канала в Донецке, с 2016 года — постоянный автор интернет-издания Украина.ру (принадлежит ФГУП МИА «Россия сегодня»), с ноября 2016 года — колумнист интернет-газеты «Взгляд», с декабря 2016 года — колумнист информационного портала Life.
Единственный российский представитель СМИ, которого российские спецслужбы обменяли на пленных военнослужащих в Чечне в январе 2000 года, хотя при этом никто не признавал за Бабицким статус комбатанта. Такие случаи во времена СССР и постсоветской России до Бабицкого известны не были.

## Биография
Андрей Маратович Бабицкий родился 26 сентября 1964 года в Москве. Сын советского и таджикского киноактёра и кинорежиссёра Марата Арипова (1935—2018) и сценаристки Зои Зиновьевны Бабицкой (скончалась в 1995 году). Окончил филологический факультет МГУ.
В 1987—1989 годах работал в редакции журнала Сергея Григорянца «Гласность», подвергался административным арестам за правозащитную, политическую и издательскую деятельность, которую КГБ СССР считал антисоветской. С 1989 года — корреспондент Радио «Свобода».
Во время путча в августе 1991 года вёл репортаж из Белого дома. В сентябре—октябре 1993 года в качестве парламентского корреспондента «Свободы» также находился в здании Верховного Совета России. После штурма здания парламента в знак протеста отослал Ельцину медаль «Защитнику свободной России».
В беседе Михаила Леонтьева с Ксенией Собчак говорилось о том, что Леонтьев и Бабицкий снимали квартиру на паях[значимость факта?].
Работал в горячих точках в Таджикистане и на Северном Кавказе. Во время Первой чеченской войны работал специальным корреспондентом в районе боевых действий. После начала Второй чеченской войны — специальный корреспондент Радио «Свобода» в Грозном. Его репортажи из осаждённого Грозного, остро критические по отношению к российским властям и армии, вызвали против него крайнее раздражение российских федеральных властей, руководства армии и спецслужб.
Одно из высказываний Бабицкого в декабре 1999 года:

…Есть и другие кадры тоже из района 56-го участка. Там телевышка, она хорошо видна на моих съёмках и там снято пять российских военнослужащих, одному из которых перерезали горло — это снайпер, который убил двух чеченцев.
Надо сказать, что чеченцы перерезают горло солдатам не потому, что они садисты и испытывают склонность к какому-то особо жестокому отношению к солдатам, но просто таким образом они пытаются сделать войну более выпуклой, зримой, яркой, достучаться до общественного мнения, объяснить, что действительно идёт война, война страшная, жестокая.
Собственно разговор о том, был ли бой на площади Минутка или нет, мне представляется напрасным, поскольку этот бой, из-за которого идут такие отчаянные споры — это лишь эпизод в числе многочисленных эпизодов. Бой был не на самой площади Минутка, а метрах в двухстах от неё, я своими глазами ночью после этого боя видел несколько десятков трупов российских военнослужащих. Мне даже показалось, что я видел более ста человек, но я на всякий случай сказал — около 80. Но для чеченцев бой возле площади Минутка — это бой на площади Минутка и мы — я, корреспондент агентства «Рейтер» Мария Эйсмонт и корреспондент агентства «Ассошиэйтед Пресс» Юрий Багров передавали события так, как они видятся чеченцам.
— Радио «Свобода»: Бой возле площади Минутка в Грозном — лишь один эпизод из многих. 24 декабря 2000 года.
В октябре 2015 года Бабицкий пояснил свои слова: «Они не очень удачные, я извинялся не раз. Имелось в виду, что чеченцы резали солдат не из спортивного интереса, а нагнетали таким способом атмосферу ужаса. Я просто описывал их логику, из чего не следовало, что я хоть сколько-нибудь солидаризуюсь с ними в их действиях, как это было истолковано».

### Задержание в Чечне в 2000 году
Арест
23 января 2000 года Бабицкий при попытке выбраться из осаждённого российскими войсками Грозного был задержан сотрудниками пророссийской чеченской милиции или (согласно его утверждению) военной разведки на блокпосту «Старая Сунжа» и заключён в СИЗО «Чернокозово» в Наурском районе на севере Чечни. Первое время о задержании Бабицкого ничего не сообщалось.
26 января помощник и. о. президента России Сергей Ястржембский заявил, что тот «пропал без вести в районе Грозного»; но после появления свидетельств о его аресте и возникшего скандала и. о. генерального прокурора Владимир Устинов заявил, что Бабицкий нарушил «правила поведения журналистов, действующие в зоне проведения контртеррористической операции», и 27 января 2000 года Бабицкий был арестован. Конкретно ему вменялось отсутствие аккредитации при пресс-центре объединённой группировки федеральных сил.
Арест вызвал бурные протесты в российской журналистской профессиональной среде. То, каким образом журналистское сообщество требовало от властей правды о Бабицком, подробно описано в одной из глав книги Елены Трегубовой «Байки кремлёвского диггера» (глава называется «Спасти рядового Бабицкого»). Вопрос о Бабицком поднимался во время визита в Москву госсекретаря США Мадлен Олбрайт. Отвечая на вопросы журналистов и политических деятелей, Ястржембский заявил несколько раз, что «дело находится под личным контролем» и. о. президента Владимира Путина.
2 февраля было объявлено, что Бабицкий освобождён под подписку о невыезде. Тем не менее с семьёй Бабицкий так и не связался.
Обмен
Затем было сообщено, что 3 февраля 2000 года Бабицкий по добровольному согласию передан в обмен на троих пленных российских солдат некоему «полевому командиру Саиду Усаходжаеву», после чего Ястржембский заявил, что федеральная власть более за судьбу Бабицкого ответственности не несёт. По телевидению были продемонстрированы кадры «обмена», на которых видно, как Бабицкий был передан неким людям в масках. При этом, согласно словам заместителя главного редактора «Новой газеты» Юрия Щекочихина, проведшего собственное расследование, полевого командира Саида Усаходжаева не существовало, а боевик с таким именем не имел влияния, чтобы принять решение об освобождении троих российских военнопленных.
7 февраля прокуратура официально «вызвала» обменянного Бабицкого «на допрос», при этом заявив, что в случае неявки он будет арестован.
10 февраля в прямом эфире радиостанции «Эхо Москвы» специальный представитель А. Масхадова Шарип Юсупов заявил, что обзвон полевых командиров после объявленного обмена показал, что никакого обмена в тот день не происходило; впрочем, затем до руководства боевиков дошла информация, которая позволяла сделать вывод, что обмен состоялся 3 или 4 февраля по инициативе чеченской стороны: «боевики очень ценили своего журналиста, поэтому всё-таки предложили его обмен на нескольких человек». В обмене, по его словам, участвовали полевые командиры Асланбек Исмаилов и Турпал-Али Атгериев, якобы после этого погибший (на самом деле Атгериев был жив); отсутствие сведений об обмене он объяснил тем, что с отрядом Исмаилова нет телефонной связи. Он отметил, что по причине отсутствия связи достоверную информацию о подробностях обмена получить невозможно.
Впоследствии выяснилось, что трое солдат, якобы обменянных на Бабицкого, были освобождены при совершенно других обстоятельствах. Бабицкий, согласно его утверждениям, дал подписку о добровольном согласии на обмен, полагая, что его передадут знакомому ему командиру Турпал-Али Атгериеву; тем не менее на самом деле он был передан группировке «Адамалла» под руководством «халифа» Адама Дениева (вскоре Дениев стал заместителем Ахмата Кадырова и представителем президента Чеченской республики в странах Ближнего Востока и Африке). Люди, которым он был передан, держали его в подвале и были постоянно в масках.
Задержание, суд и амнистия
24 февраля 2000 года Бабицкий был вывезен боевиками в Махачкалу; там ему вручили поддельный паспорт советского образца № I-ЛБ 681699 на имя азербайджанца Али-Иса Оглы Мусаева и отпустили (подлинными документами Бабицкий и чеченцы решили не пользоваться). Вклеенная в паспорт фотография, как позже пояснил Бабицкий, была переснята с настоящего. Бабицкий зашёл в кафе гостиницы «Махачкала» и был тотчас арестован местной милицией — при проверке документов подделка была выявлена. Ему было предъявлено обвинение в использовании фальшивого паспорта. Бабицкий начинал объявлять голодовки в знак протеста. 29 февраля он был освобожден под подписку о невыезде и вывезен в Москву на самолёте министра внутренних дел.
В конце марта в газете Московский комсомолец был опубликован запрос паспортно-визового управления МВД на бланк советского паспорта №I-ЛБ 681699. Запрос был датирован 16 февраля — днём, когда боевики сделали для Бабицкого новый паспорт. Номер, указанный в запросе, совпадал с номером поддельного паспорта Бабицкого. Вскоре после этого Бабицкий попытался подать в Генеральную прокуратуру заявление, обвиняющее высших чинов МВД в превышении должностных полномочий и похищении, в иске ему было отказано.
В октябре 2000 года состоялся суд над Бабицким, он был приговорён к штрафу за использование поддельных документов и тут же амнистирован.
Версия событий по словам Бабицкого
В марте 2000 года, после освобождения Бабицкий на пресс-конференции в агентстве Интерфакс, которая транслировалась в прямом эфире ряда российских телеканалов и радиостанций, подробно изложил историю своего задержания, того, что российские официальные лица называли обменом, своего пребывания у боевиков Дениева и освобождения. В ходе этого рассказа прозвучало много утверждений, с трудом поддающихся проверке, поскольку другие непосредственные участники этих событий внятных комментариев к ним не дали.
Одна из оценок Бабицкого: «Записи убедили меня в том, что и Путин, и Рушайло знали, где я нахожусь. Не случайно они так всех уверяли с экрана в том, что я жив. Они просто раздумывали, что лучше со мной сделать: ликвидировать или продолжать дискредитировать».
В июне 2000 года Бабицкий заявил, опираясь на свои источники в Кремле, что Путин лично осуществлял руководство его делом и дал указание депортировать его за пределы России.
Высказывания Путина
4 февраля 2000 года Путин заявил на неформальной встрече с руководителями ведущих СМИ: Бабицкий «не арестован, а задержан», и он, Путин, «в курсе дела», «наша задача была показать, что силой никто Бабицкого не задерживает!», «было обращение двух командиров, была информация о подписке о невыезде», «вот теперь Бабицкому станет страшно, он поймёт, к кому он попал!» Кроме того, Путин ссылался на услышанные им на кассете с записью обмена слова «чеченского боевика» «Андрей, мы своих не бросаем!»
10 марта 2000 года в интервью журналистам Геворкян и Колесникову, данном во время похищения Бабицкого, Путин называет Бабицкого «предателем», отрицает за ним право называться «российским журналистом» и даже «российским гражданином», говорит, что «он работал на противника, впрямую… Он работал на бандитов». «То, что делал Бабицкий, — это гораздо опаснее, чем стрельба из автоматов», — заявляет Путин. Кроме того, он много раз настойчиво подчёркивает, что «мы его туда насильно и не совали, он сам». На вопрос: «А если бы попросил, чтобы вы его расстреляли, то что?» — Путин ответил: «Это невозможно. Это запрещено внутренним распорядком. Я вам вот что скажу. Расстреливать бессмысленно, а вот получить за этого… пятерых наших солдат — мне кажется, что это вполне приемлемо». Завершается диалог следующим заявлением: «Мы не можем его вернуть. Мы будем искать его и передавать в суд. Я не знаю, есть ли у этого дела какая-нибудь судебная перспектива. Я не уверен в этом. Но допросить его придётся».

### 2000-е годы
В 2003 году Бабицкий выступал свидетелем защиты на процессе по экстрадиции Ахмеда Закаева. Он опроверг факт своего знакомства c Закаевым, приписывавшийся ему российской Генеральной прокуратурой. 1 сентября 2004 года, немедленно после известия о захвате заложников в Беслане, Бабицкий собрался вылететь в Осетию, чтобы выступить посредником в их освобождении, но был задержан в аэропорту Внуково «за хулиганство».
Незадолго до гибели Шамиля Басаева брал у того интервью, вызвавшее широкий резонанс в обществе после событий в Беслане. Бабицкий об этом интервью высказывался так: «…Моё интервью с Басаевым не было уважительным. Тед Коппел (ведущий телеканала ABC, который дал в эфире своей программы интервью с Басаевым) заявил, что для него Басаев — несомненно преступник и террорист. Я сказал абсолютно то же самое. …Жизнь очень сложна и многообразна. В ней очень много всего такого, что необходимо понять, знать, и, по-моему, главная задача журналистики — как раз давать те сведения, которые сокрыты».
В ноябре 2009 года была создана служба вещания «Радио Свобода» для Грузии, Абхазии и Южной Осетии — радио «Эхо Кавказа», главным редактором которой стал Андрей Бабицкий.

### 2010-е годы
2 апреля 2014 года появились сообщения, что журналист был временно отстранён от работы на «Радио Свобода» за поддержку позиции России по Крыму; Бабицкий написал, что он согласен с основными тезисами Владимира Путина в том, что у России «было абсолютное право взять население полуострова под защиту». Новые материалы Бабицкого на сайте «Эха Кавказа» появились с 24 июня 2014 года. В сентябре 2014 года уволен из «Радио Свобода» с формулировкой «в связи с реорганизацией». Как утверждал Бабицкий в интервью пражской газете «Лидове новины» в марте 2015 года, увольнение было связано с вызвавшей скандал в редакции публикацией видео гражданских лиц, убитых военнослужащими украинского добровольческого батальона «Айдар» в посёлке Новосветловка (видео появилось на сайте молдавской редакции «Радио Свобода»).
В июле 2015 года возглавил работу по запуску телевизионного канала в контролируемом ДНР Донецке; по словам журналиста, инвесторами являются некие местные предприниматели.
С сентября 2016 года — постоянный автор российского интернет-издания «Украина.ру», с ноября 2016 года — колумнист интернет-газеты «Взгляд», с декабря 2016 года — колумнист информационного портала Life.
В марте 2017 года выразил поддержку монархических убеждений: «монархия — это государственный строй, который много качественней демократии <…> Его (монарха) главной целью является установление справедливости, ибо его власть — это власть от Бога <…> Конечно, нам как русским нужен монарх <…> Я думаю, что для России это неизбежный выбор <…> Нам противопоказана демократия».

### 2020-е годы
Публиковался на сайтах Russia Today, Украина.ру, News Front и тому подобных. Вёл телевизионную программу на донецком телевидении.

В декабре 2021 года поддержал «ультиматум Путина»: 
Это, по сути, ультиматумы, которые Россия предъявляет Западу, причём впервые после распада Советского Союза, жёстко отстаивая свои интересы, — отметил он. — И их можно интерпретировать однозначно: Россия Донбасс в обиду не даст.
Умер 1 апреля 2022 года в Донецке, предположительно от ишемической болезни сердца. Похоронен в Москве на Хованском кладбище (Западная терр., уч. 29н).

## Личная жизнь
Жена — Людмила Бабицкая, родом из Севастополя. Трое детей.
В марте 2015 года Бабицкий заявил в интервью чешской газете Лидове новины:

У меня к Крыму — исключительно особое отношение. У нас там дом. Моя жена — уроженка Крыма, и там до сих пор живут её родители, бывшие военные. Мы ездим туда каждый год летом отдыхать. Так что я знаю, что большая часть населения Крыма всегда воспринимала Украину как чужое государство. Крымчане никогда не чувствовали в ней себя как дома. Их раздражала политика украинизации. Им навязывали украинский язык вместо русского и прочее. Это не проблема последних месяцев. В разной степени всё это продолжается более 20 лет. С момента, когда Украина стала самостоятельной, Киев проводит неправильную национальную политику в отношении меньшинств, прежде всего — русского. За это время в людях накопилась огромная обида, появилось острое чувство несправедливости, ущемлённости и страха, что будет ещё хуже.
… за последние 10 лет я был в Крыму 13 раз, я провожу там каждое лето…

## Образ в кино и литературе
В телевизионном сериале «Мужская работа» (2001) есть персонаж Новицкий, которого сыграл Сергей Маховиков. Прототипом этого персонажа является Андрей Бабицкий.
Бабицкий является прототипом журналиста «Радио Свобода» Андрея Мужицкого, действующего в романах Дмитрия Черкасова (пример — роман «Рокировка»). Мужицкий изображён как продавшийся Западу садист, делающий репортажи из Чечни ради денег и наслаждения, испытываемого им от зрелища пыток и казней русских солдат.
Андрей Бабицкий упоминается в стихотворении Всеволода Емелина «Смерть ваххабита».
История обмена Бабицкого отражена в стихотворении Виктора Кривулина «В день Ксении-весноуказательницы».

## Сочинения
- Вся правда о либералах: Как я стал русским патриотом. — Эксмо, 2018. — 352 с. — ISBN 978-5-04-095001-0.
- Un témoin indésirable. — Robert Laffont, 2002. — 247 с. — ISBN 2-221-09278-3.